# Agrafe de combat rapproché
Nahkampfspange
L’agrafe de combat rapproché (en allemand, Nahkampfspange) est une décoration militaire allemande du Troisième Reich, institué le 25 novembre 1942 par Adolf Hitler pour récompenser les soldats ayant participé à des combats rapprochés au corps à corps.

## Historique

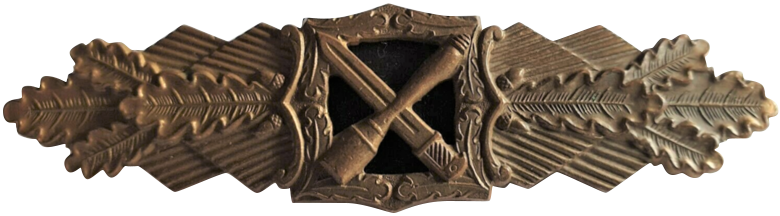
Agrafe de combat rapproché de niveau bronze dans sa version dénazifiée postérieure à 1957.

Considérant que le combat au corps-à-corps n’est pas suffisamment récompensé, en particulier sur le front de l’Est où ces affrontements sont acharnés, Adolf Hitler créé l’agrafe de combat rapproché le 25 novembre 1942. Par la suite, Hitler insiste régulièrement sur l’importance de cette décoration, affirmant ainsi dans l’ordre nº174 de l’OKH que le grade or de l’agrafe est la plus importante décoration allemande pour l’infanterie après la croix de chevalier de la croix de fer. La conception de l’agrafe est assurée par W.E. Peekhaus à Berlin. les conditions de remise sont modifiées par l’ordre de l’OKH nº443 du 21 septembre 1944, qui restreint notamment la notion de combat au corps-à-corps pour en exclure les actions contre les partisans. Une nouvelle modification a lieu le 4 novembre afin de récompenser les soldats séparés de leur unité qui parviendrait à la rejoindre après avoir été isolés derrière les lignes adverses.
À l’instar des autres décorations allemande, le port de l’agrafe de combat rapproché est interdit après la chute du Troisième Reich en 1945. Il est de nouveau autorisé par la loi sur les décorations (Ordengesetz) de 1957, à condition que l’agrafe soit au préalable « dénazifié » par le retrait de l’aigle et de la croix gammée.

## Description

### Agrafe
L’agrafe de combat rapprochée se distingue nettement des autres décorations similaires par sa forme allongée dans le plan horizontal. Elle mesure ainsi 9,7 cm de long pour 2,6 cm de haut. Elle comprend une partie centrale carrée formée d’un cadre en feuilles de chêne dans lequel se croisent une baïonnette et une grenade à manche. Le sommet du cadre est occupé par le Reichsadler tenant dans ses serres la croix gammée. Les creux de cette partie sont évidés et mis en relief par un fond sombre. Le carré est prolongé à gauche et à droite par une projection à motif de rayons, par dessus lesquels se trouve une ligne de quatre feuilles de chêne. Le revers est plat et essentiellement occupé par l’épingle, qui se caractérise toujours par un centre plus large que ses extrémités. L’épingle est attachée au corps de l’agrafe à droite par une charnière et se verrouille à l’aide d’un crochet soudé à gauche. Au centre se trouve l’insert permettant d’obtenir le fond sombre pour la gravure de l’avers. Les marquages du fabricant sont la plupart du temps situés dans les zones vides de part et d’autre de l’insert,.
L’immense majorité des agrafes est fabriquée en zinc avec un placage bronze, argent ou or selon le niveau de la décoration. Certains, peut-être les plus anciens, ont néanmoins été fabriqués en tombac et il existe également quelques exemplaires en aluminium,. La fabrication se fait par forgeage ou moulage et est généralement de qualité, bien que, à l’instar des autres décorations, celle-ci se dégrade vers la fin de la guerre.

### Emballage et accessoires
En sortie d’usine, les agrafes de niveau bronze et argent sont emballées dans un papier tissue et placées dans une boîte en carton dont le couvercle porte en lettres noires l’indication Nahkampfspange avec en dessous le rang concerné. Afin de faire des économies, la boîte est remplacée par la suite par un simple sachet en cellophane. Cet emballage porte les mêmes inscriptions que la boîte, ainsi que la marque et la mention de garantie de la Leistungsgemeinschaft Deutscher Ordenshersteller : celle-ci indique que le fabricant est responsable de la qualité du produit délivré et obligé de l’échanger si celui-ci n’est pas conforme,. Ces emballages sont rarement conservés et le plus souvent jetés au moment où l’insigne est remis au bénéficiaire,. Les agrafes de rang or sont accompagnées d’une boîte de présentation avec une garniture en satin noire et blanche à l’intérieur.
Le récipiendaire se voit également remettre un brevet en même temps que l’agrafe. Celui-ci est un formulaire préimprimé au format A5 indiquant l’insigne décerné et comportant des champs à remplir avec le grade, le nom, l’unité, la date et le lieu d’établissement de l’acte. Le remplissage est parfois fait à la main, mais le plus souvent à la machine à écrire, puis le brevet est tamponné et signé par l’officier autorisant la remise, par exemple le commandant du régiment. Ce brevet permet au bénéficiaire de se procurer, à ses frais, d’autres exemplaires de la décoration dans les boutiques affiliées à la LDO. Il peut également se procurer, toujours à ses frais, une version miniature de l’insigne à épingler sur les vêtements civils.

### Variantes
Il existe une version de haute qualité en tombac doré au mercure, qui se distingue également par la méthode d’attache de l’insert avec un rivet. Ces exemplaires, non marqués, semblent avoir été fabriqués par C.E. Juncker, mais leur destination n’est pas clairement déterminée. Selon une légende urbaine ces agrafes auraient été remises lors de deux cérémonies spéciales présidées par Hitler et Himmler à Ulm en 1945, mais les recherches menées auprès des récipiendaires présents à ces cérémonies ont démontré qu’ils ont reçu la version standard de l’agrafe.

## Attribution

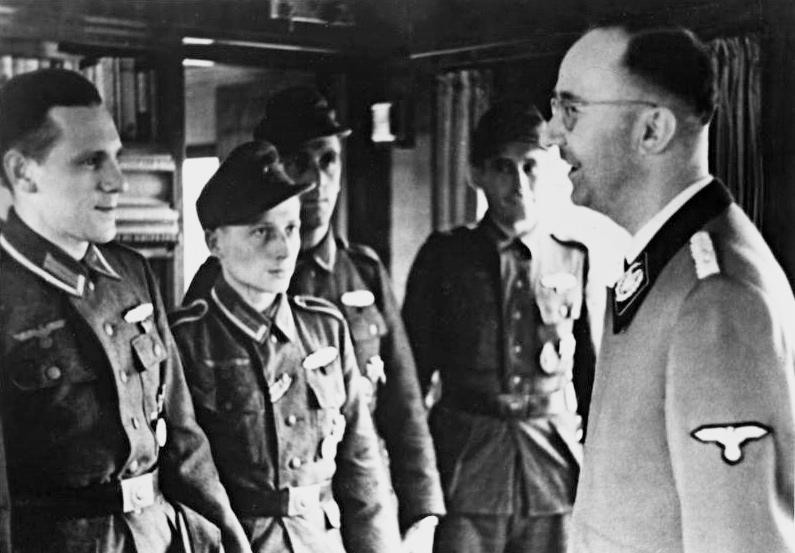
Remise de l’agrafe de combat rapproché en or par Heinrich Himmler en octobre 1944.

Les critères définis par Hitler le 25 novembre 1942 stipulent que la décoration peut être remise à n’importe quel soldat, quel que soit son arme et son grade, ayant atteint un nombre déterminé de jours de combat rapproché. La décoration est organisée en trois classes : le premier niveau, bronze, correspond à quinze jours, le deuxième, argent, à trente jours et le troisième, or, à cinquante jours. Afin de ne pas désavantager les vétérans, le temps de service sur le front de l’Est compris entre le 22 juin 1941 et le 25 novembre 1942 est converti en jours de combat rapproché : huit mois équivalent ainsi à cinq jours, douze mois à dix jours et quinze mois à quinze jours.
La décision de remettre la décoration revient au commandant de la division ou à un officier de rang supérieur. Celui-ci peut, dans des circonstances exceptionnelles, remettre la décoration à un soldat n’ayant pas atteint le nombre de jours nécessaires si celui-ci a reçu des blessures l’empêchant définitivement de combattre. Il faut toutefois que celui-ci ait déjà atteint dix jours de combat rapproché pour prétendre au premier grade, vingt jours pour le deuxième et quarante pour le troisième. Enfin, à partir du 4 novembre 1944, tout soldat déjà détenteur de l’agrafe de rang bronze ou argent peut être promu directement au rang supérieur dans le cas où il parviendrait à rejoindre son unité après en avoir été séparé et être resté isolé derrière les lignes ennemies.
Un combat rapproché est défini comme un affrontement à pied, sans être protégé par des fortifications lourdes et effectué au corps-à-corps, par exemple à la baïonnette ou au couteau de tranchée. Chaque soldat note ses jours de combat rapproché dans son Soldbuch et ils sont ensuite vérifiés par son supérieur. Le comptage est plus rigoureux que pour les autres distinctions similaires, pour lesquelles un affrontement compte comme un jour : dans le cas de l’agrafe de combat rapproché, un jour doit correspondre à un jour complet de combat rapproché ; dans le cas contraire il faut compter des quarts ou des moitié de journée. Par ailleurs, le 21 septembre 1944 l’ordre nº443 de l’OKH limite le comptage aux combats rapprochés ayant eu lieu contre des troupes régulières, excluant de fait les affrontements contre les partisans.
Bien qu’il ne s’agisse pas d’une règle codifiée et que ce ne soit pas systématique, il est d’usage de remettre en même temps que l’agrafe d’autres décorations si le récipiendaire ne les possède pas encore. Ainsi, l’agrafe de niveau bronze est généralement accompagnée de la croix de fer de deuxième classe, le niveau argent de la croix de fer de première classe et le niveau or de la croix allemande en or.
Parmi les 18 - 20 millions environ de soldats de la Wehrmacht et de la Waffen-SS :
- 36 400 ont reçu la classe de Bronze.
- 9 500 ont reçu la classe d'Argent.
- 631 ont reçu la classe d'Or[13].

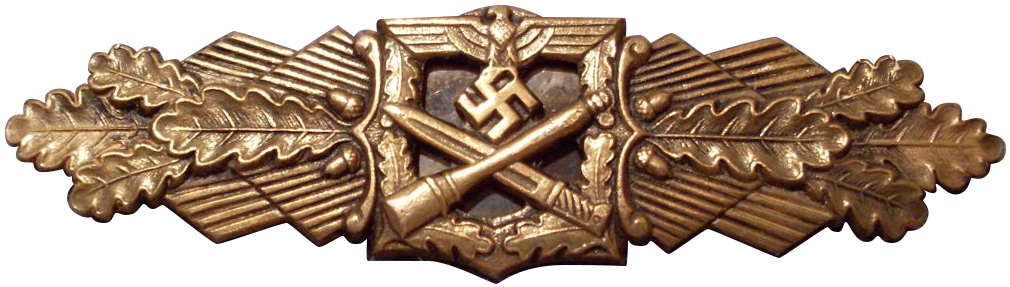
Agrafe de combat rapproché, niveau bronze.
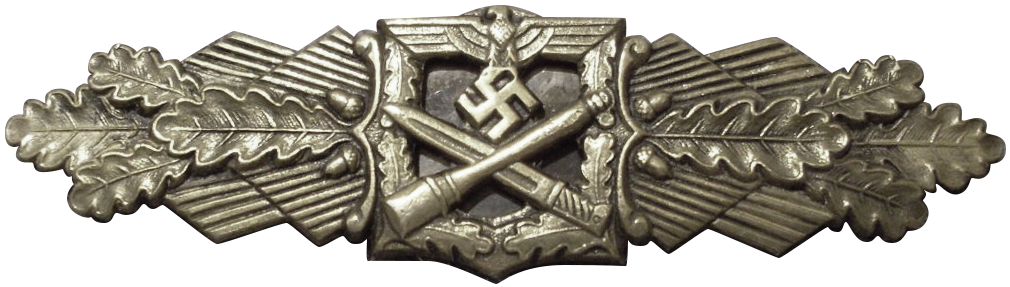
Agrafe de combat rapproché, niveau argent.
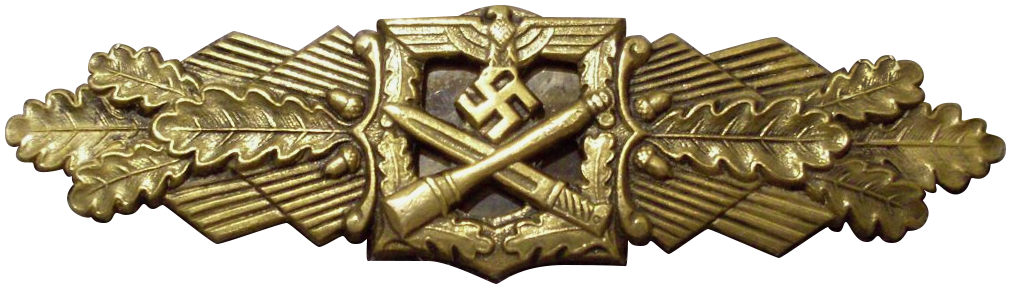
Agrafe de combat rapproché, niveau or.

## Port
La position réglementaire de l’agrafe de combat rapproché est au-dessus de la poche gauche de l’uniforme. Si le récipiendaire dispose d’autres décorations se portant sous la forme de ruban, par exemple la croix de fer, ceux-ci se porte sous l’agrafe. Cette position proéminente de l’agrafe de combat rapproché, au-dessus de toutes les autres décorations à l’exception de la croix de chevalier de la croix de fer, est un indicateur de son importance.

### Liste des fabricants
| Fabricant          | Marque |
| ------------------ | --- |
| A.G.M.u.K.         | Inscription sur une ligne « A.G.M.u.K.4 GABLONZ. » ou sur trois lignes : première ligne AUSF., deuxième ligne A.G.M.u.K., troisième ligne GABLONZ.. |
| Josef Feix & Söhne | Initiales JFS encadrées. |
| Gebrüder Wegerhof  | Lettres G, W et L inscrites dans un cercle ou inscription G.W.L.                                                                                    |
| Hymmen & Co.       | Inscription sur deux lignes : H. & C. en haut, L. en bas.                                                                                           |
| C.E. Junker        | Grande variété d’inscriptions comportant généralement « C.E. JUNCKER BERLIN ».                                                                      |
| Friedrich Linden   | Trois cercles disposés en trèfle, avec la lettre F inscrite dans le cercle du haut et L dans chacun de ceux du bas.                                 |
| Rudolf Souval      | Initiales R.S. |